# ホールドアップダウン
『ホールドアップダウン』（Hold Up Down）は、2005年10月28日に公開されたV6主演の日本映画。2003年の「ハードラックヒーロー」に続いて再びSABU監督とタッグを組んだ作品。

## ストーリー
- 1（佐川&木俣♡赤井）

クリスマス・イブの昼下がり。異様に目立つサンタクロースの格好で、車の中で怪しげな準備をする二人の銀行強盗、木俣兆次（井ノ原快彦）と佐川豊（三宅健）。銃を構え銀行へ乗り込み大金を奪うが、木俣はそこで一目見た赤井凛子（香椎由宇）に心を奪われる。
- 2（木俣&佐川VS沢村）

木俣と佐川は、強盗中に車をレッカー移動されてしまい、泣く泣く最寄り駅へ駆け込む。盗んだ現金入りのバッグをコインロッカーに隠そうとするものの、小銭がない。そこで、通路で気持ちよさそうに歌うストリート・ミュージシャンの沢村光一（岡田准一）から小銭を略奪。コインロッカーに大金を隠した後、追ってきた沢村を振りほどいたつもりが、ロッカーの鍵を沢村の足元に落としてしまう。・・・何のカギだか分からないながらも、カギを拾う沢村。
- 3（木場&星野→沢村）

銃のコレクションに燃える木場正巳（坂本昌行）とスピード狂で子だくさんの星野勇介（長野博）は同僚の刑事。ロッカーの鍵を握りしめ飛び出してきた沢村を、木場と星野の乗る車がはねる。その瞬間、空を舞った鍵は沢村の口の中に落ち、ゴクリと飲み込まれてしまう。「刑事が人跳ねちゃまずいでしょ。父さん懲戒免職になったら子供達たべていけないよな～。」木場はある画策を胸に星野を脅し、沢村を車に乗せ走り出すが、スピード狂の星野はさらなる衝突事故を起こし、衝撃で沢村は窓の外へ放り出されてしまう。
- 4（平松×沢村）

人生を投げ出すつもりで川を眺める従順な元牧師、現トラック運転手の平松勝（森田剛）の目に飛び込んで来たのはゆらゆらと川面を流れる沢村。発見した瞬間、「神様!」と大きな勘違いと思い込みを抱いた平松は、デコトラの荷台に沢村（＝神様）を積んで走り出す。しかし、デコトラが冷凍庫だったため沢村はカチンコチンに……。
- 5（木場&星野×佐川&木俣♡赤井）

署に戻った木場と星野は、銀行強盗容疑で連行されてきた木俣と佐川と鉢合わせ。木場と星野は、木俣と佐川を逃がして現金を強奪することを思い出す。そこにはそう、もう一つの運命の再開も用意されていた。
- 6（木俣&佐川×木場&星野×平松&沢村(冷凍中)）

大金を隠したロッカーの鍵をめぐって、警察前でそれぞれに車に乗り込みチェイスを始めた強盗と刑事。そしてさらに沢村（＝神様）を救出（＝解凍）すべく、その正義感に燃える平松がその競り合いに首を突っ込むことに。3台の車の行き先は怪しくも荘厳に佇む洋館でのクライマックスへと導かれる。

## キャスト
- 木場正巳 - 坂本昌行
- 星野勇介 - 長野博
- 木俣兆次 - 井ノ原快彦
- 佐川豊 - 三宅健
- 平松勝 - 森田剛
- 沢村光一 - 岡田准一
- 赤井凛子 - 香椎由宇
- 宮崎響子 - 伊藤歩
- 巡査長・前田幸造 - 古田新太
- 巡査・吉田良樹 - 宮崎吐夢
- 岸田菊 - 椎名英姫
- 金属バットマン - 日村勇紀（バナナマン）
- 刑事3 - 設楽統（バナナマン）
- 署長 - 森本レオ
- 流血男 - 堀部圭亮
- 星野勇介の娘 - 飯沼奈々、須藤みり愛、甲地夏波、平田らら香、篠崎新菜、前田萌海
- バーテン - 伊武雅刀
- 園田清子 - 高橋ひとみ

## スタッフ
- 監督・脚本：SABU
- 製作総指揮：藤島ジュリーK.
- 音楽：genepool
- 主題歌：V6「Orange」
- 挿入歌：岡田准一「ユメニアイニ」
- 撮影：中堀正夫
- 美術：竹内公一
- 照明：丸山文雄
- 録音：岩倉雅之
- 編集：上野聡一
- 制作プロダクション：IMJエンタテインメント
- 製作・配給：ジェイ・ストーム

## テーマソング
- 主題歌：V6「Orange」
- 挿入歌：岡田准一「ユメニアイニ」

## 関連商品
書籍
- 写真集『HOLD UP DOWN V6 photographs』　ISBN 9784048941570
- シナリオブック　ISBN 4048941585

映像ソフト
- メイキング オブ ホールド アップ ダウン（2005年10月19日発売、ジェイ・ストーム）
- ホールド アップ ダウン（2006年4月26日発売、ジェイ・ストーム） - 初回限定盤は本編DVD（映画本編と特典映像15分）の他に特典DVDとサウンドトラックCDが付属。通常盤は本編DVDのみ。
  - 通常盤はBlu-ray化もされた。2016年2月17日発売。